# Ozeblina
Ozebline ili smrzotine (lat. congelatio) označavaju oštećenja kože i potkožnog tkiva uzrokovana hladnoćom. 
Osobito su česta pojava pri hladnoći izloženim dijelovima tijela (uho, nos) ili nedovoljno zaštićenim dijelovima udova kao što su prsti ili stopala.

## Vanjske poveznice
- Zdravlje hzjz  Arhivirana inačica izvorne stranice od 5. lipnja 2013. (Wayback Machine)
- Ordinacija.hr  Arhivirana inačica izvorne stranice od 9. siječnja 2011. (Wayback Machine)

|  | Molimo pročitajte upozorenje o korištenju medicinskih informacija. Ne provodite liječenje bez savjetovanja s liječnikom! |